# Gladigau
Gladigau este o comună din landul Saxonia-Anhalt, Germania.